# Max Fewtrell
Maximilian Fewtrell (Birmingham, 29 luglio 1999) è un pilota automobilistico britannico, campione della Formula 4 Britannica nel 2016. Ha corso in Formula 3 nelle stagioni 2019 e 2020.

## Carriera

### Karting
Fewtrell iniziò a gareggiare nei kart nel 2009 all'età di 10 anni. Negli anni 2013 e 2014 ottenne i suoi maggiori successi nel karting.

### Formule inferiori
Nel 2015 Fewtrell passò alle monoposto, partecipando alla MRF Challenge. Durante la stagione ottenne un podio e concluse undicesimo in classifica.
L'anno seguente fu ingaggiato dalla Carlin per correre nel Campionato britannico di Formula 4. Vinse tre gare aggiudicandosi la vittoria del campionato.

### Formula Renault

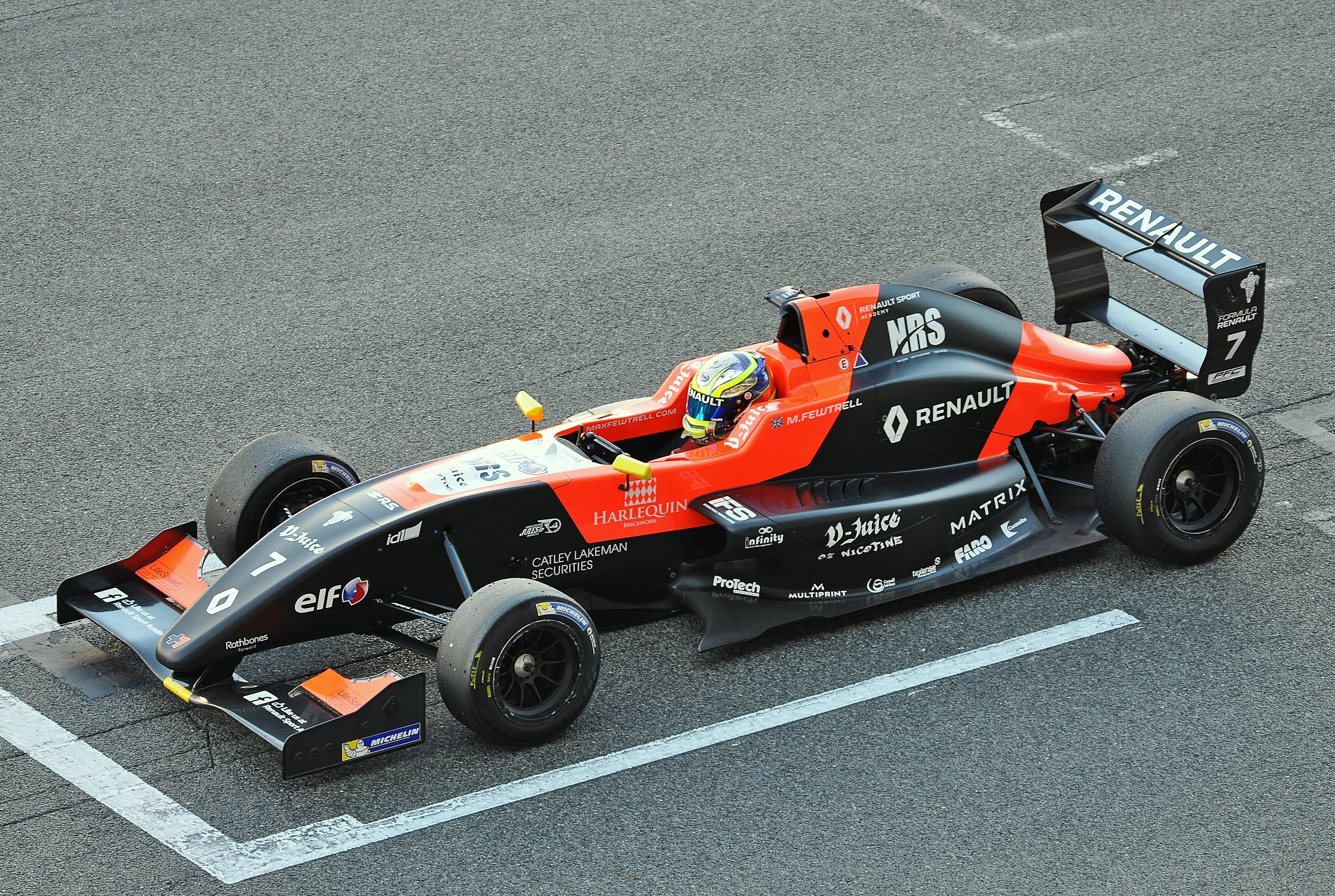
Fewtrell in Formula Renault

Nel dicembre 2016, il team Tech 1 Racing annunciò l'ingaggio del britannico per la stagione 2017 della Formula Renault 2.0. Con una vittoria al Red Bull Ring, Fewtrell fu il miglior debuttante della stagione.
Per il 2018 Fewtrell passò alla R-ace GP, conquistando il titolo con 6 pole position e 6 vittorie e battendo il rivale Christian Lundgaard.

### GP3/Formula 3

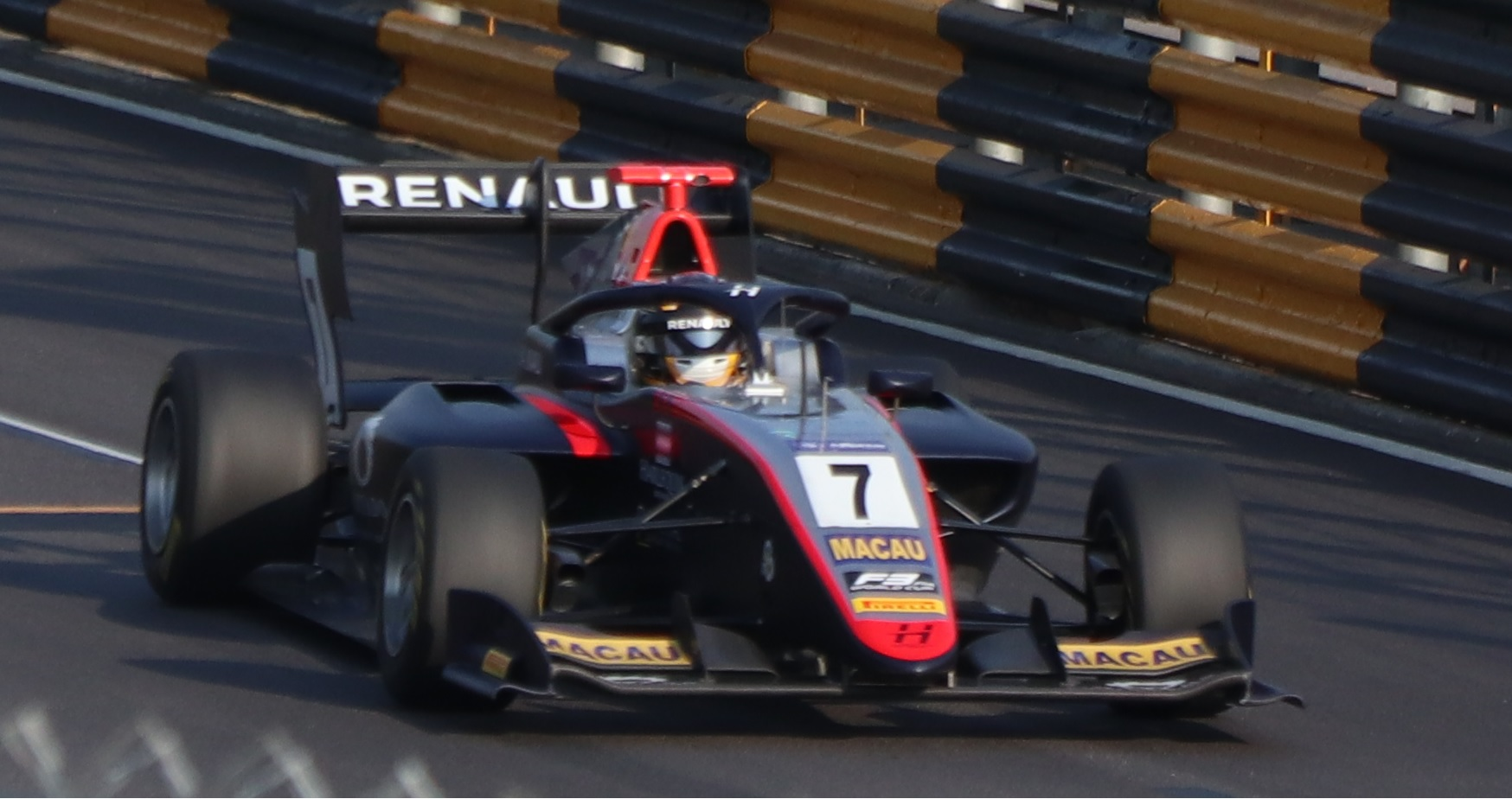
Fewtrell durante il Gran Premio di Macao nel 2019

Nel 2018, Fewtrell partecipò ai test post stagionali della GP3 Series con il team ART Grand Prix.
Nel gennaio 2019 Fewtrell fu confermato dal team per correre la stagione 2019 al fianco di Lundgaard e David Beckmann Durante la stagione salì due volte sul podio, concluse infatti secondo in Austria e all'Hungaroring. Terminò la stagione al decimo posto con 57 punti.
L'anno seguente passò alla Hitech Grand Prix insieme a Dennis Hauger e Liam Lawson. La stagione si rivelò deludente, con il britannico che ottenne solamente 5 punti nelle prime 12 gare. A seguito di questi risultati, il team lo sostituì con Pierre-Louis Chovet per gli ultimi 2 round.

### Formula 1
Dal 2017 al 2020, Fewtrell ha fatto parte della Renault Sport Academy.

## Altre attività
Fewtrell è attivo sulla piattaforma di livestreaming Twitch dove partecipa a tornei di Call of Duty con Lando Norris e Dan Ticktum.
Nel dicembre 2020 ha lanciato la sua linea di merchandising Fewtrell Fits.
Il 13 giugno 2021 Fewtrell diviene ambasciatore del Team Quadrant, gruppo YouTube ed eSports di Lando Norris.

## Risultati

### Riassunto della carriera
| Stagione | Serie                         | Team              | Gare | Vittorie | Pole | GPV | Podi | Punti | Pos. |
| -------- | ----------------------------- | ----------------- | ---- | -------- | ---- | --- | ---- | ----- | ---- |
| 2015-16  | MRF Challenge                 | MRF Racing        | 14   | 0        | 0    | 0   | 1    | 51    | 11º  |
| 2016     | F4 britannica                 | Carlin Motorsport | 30   | 3        | 3    | 3   | 15   | 358   | 1º   |
| 2017     | Formula Renault Eurocup       | Tech 1 Racing     | 23   | 1        | 0    | 0   | 1    | 164   | 6º   |
| 2017     | Formula Renault NEC           | Tech 1 Racing     | 5    | 0        | 0    | 1   | 2    | 48    | 12º  |
| 2018     | Formula Renault Eurocup       | R-ace GP          | 20   | 6        | 6    | 6   | 11   | 275,5 | 1º   |
| 2018     | Formula Renault NEC           | R-ace GP          | 10   | 0        | 0    | 3   | 1    | 24    | 15º  |
| 2019     | FIA Formula 3                 | ART Grand Prix    | 16   | 0        | 0    | 0   | 2    | 57    | 10º  |
| 2019     | Formula 3 Asian Winter Series | Dragon Hitech GP  | 3    | 0        | 0    | 0   | 0    | 20    | 11º  |
| 2019     | Gran Premio di Macao          | Hitech Grand Prix | 1    | 0        | 0    | 0   | 0    | N.A.  | 18º  |
| 2020     | FIA Formula 3                 | Hitech Grand Prix | 12   | 0        | 0    | 0   | 0    | 5     | 20º  |

### Formula 3
(legenda) (Le gare in grassetto indicano la pole position) (Le gare in corsivo indicano Gpv)
| Stagione | Team              | 1    | 2    | 3    | 4    | 5   | 6   | 7    | 8    | 9    | 10   | 11  | 12  | 13  | 14  | 15  | 16  | 17  | 18  | Punti | Pos. |
| 2019     | ART Grand Prix    | CAT  | CAT  | LEC  | LEC  | RBR | RBR | SIL  | SIL  | HUN  | HUN  | SPA | SPA | MNZ | MNZ | SOC | SOC |     |     | 57    | 10º  |
| -------- | ----------------- | ---- | ---- | ---- | ---- | --- | --- | ---- | ---- | ---- | ---- | --- | --- | --- | --- | --- | --- | --- | --- | ----- | ---- |
| 2019     | ART Grand Prix    | 5    | 8    | Rit  | 18   | 2   | 4   | 19   | 12   | 2    | 24   | 9   | Rit | 14  | 21  | 11  | 11  |     |     | 57    | 10º  |
| 2020     | Hitech Grand Prix | RBR1 | RBR1 | RBR2 | RBR2 | HUN | HUN | SIL1 | SIL1 | SIL2 | SIL2 | CAT | CAT | SPA | SPA | MNZ | MNZ | MUG | MUG | 5     | 20º  |
| 2020     | Hitech Grand Prix | 12   | 10   | 14   | 7    | 11  | 11  | Rit  | 20   | 16   | 12   | 17  | Rit |     |     |     |     |     |     | 5     | 20º  |